# Rapid City Thrillers
Los Rapid City Thrillers fueron una franquicia de baloncesto estadounidense que jugó en la Continental Basketball Association, en sus diferentes denominaciones, entre 1984 y 1997, y dos temporadas más en la IBA. Tenía su sede fue la ciudad de Rapid City, en el estado de Dakota del Sur. Ganó 3 títulos de campeón en los años 1980.

## Historia
El equipo se fundó como Tampa Bay Thrillers en 1984, teniendo su sede en Tampa, Florida, de donde se trasladaron a Rapid City en 1987, tras ganar dos títulos consecutivos. La racha continuó en Dakota del Sur, obteniendo su tercer título de campeones de la CBA.
En 1995 regresan a Florida, a la ciudad de West Palm Beach, convirtiéndose en los Florida Beach Dogs. Allí jugarían 3 temporadas antes de retornar a Rapid City para jugar una última temporada en la IBA.

## Temporadas
| Año     | Liga | Temp. Regular    | Playoffs               |
| ------- | ---- | ---------------- | ---------------------- |
| 1984/85 | CBA  | 2º, Este         | Campeones              |
| 1985/86 | CBA  | 1.º, Este        | Campeones              |
| 1986/87 | CBA  | 1.º, Este        | Campeones              |
| 1987/88 | CBA  | 6º, Oeste        | No se clasificó        |
| 1988/89 | CBA  | 1.º, Oeste       | Finales de división    |
| 1989/90 | CBA  | 1.º, Medio Oeste | Finalista              |
| 1990/91 | CBA  | 2º, Medio Oeste  | 1ª ronda               |
| 1991/92 | CBA  | 1.º, Norte       | Finalista              |
| 1992/93 | CBA  | 1.º, Medio Oeste | Finales de Conferencia |
| 1993/94 | CBA  | 1.º, Medio Oeste | Finales de Conferencia |
| 1994/95 | CBA  | 4º, Medio Oeste  | 1ª ronda               |
| 1995/96 | CBA  | 1.º, Sur         | Finales de Conferencia |
| 1996/97 | CBA  | 1.º, Americana   | Finalista              |

## Jugadores destacados
- Sam Mitchell
- Charles D. Smith
- Alvin Robertson
- Cliff Robinson
- Don Collins
- Eddie Johnson
- Manute Bol